# Молба на македонските българи от Кратовско за български владика
Молбата на македонските българи от Кратовско за български владика от 8 юли 1860 година е прошение до властите на Османската империя с искане за изпращане на български владика. В писмото кратовчани се оплакват от гръцкото духовенство.
| „ | Достопочтенно общество на народно болгарската церква Въ Царiградъ, Чрезъ настоящето си прошенiе ные жители болгари Кратовски и каза, покорни и вѣрни Его Величеству Нашему Царю Султанъ Абдулъ Меджидъ, комуто Господъ богъ да дарува благополучие и здравie на многая лета; Като Добре упознахме високото благодѣтелно желание Его Величество за подобренiето и благодѣнствiето на состоянiето на неговитѣ одбога Въ вѣрени разни поданни и като гледахме поведенiето Все ωбще На гръцкото високо духовенство и най паче на Нашиiатъ Архiереи Кюстендiлски, че никак не се сообразява сосъ това Високо желанiе на царските закони, което никаксе не обращава одъ православните церковни наши канони тѣмже и много пати подробно сме се жалували за тия безъ человѣчни и безакони дѣла безбожнихъ, и сега изличное мислимъ да ги повтаряме, одъ които негови гнусни и безбожни дѣла бѣхме достигнали до одчаяване, затого никакъ не бѣха затерпенiе: Божията промислъ вижда ся да благоизволи чрезъ нашите во градъви едiно племѣнъ събратия да исфърлятъ справедливо името на грчкиотъ патрикъ и Следователно да не припознаватъ властъ на това духовенство и се подрелжи така и Всите като не можемъ да го познаваме и ние съ гласно исфърлихме името на нашiатъ наменикъ, ане пастиръ, и намѣстихме го сосъ името на неговото Величество Султана нашего благодѣтелнаго царя и каквото ви притварями благодарiтелно писмо до високо почитаемото ни Правителство за избавленiето наше одъ това безаконо теглiло и го молимъ да припознае за пастиръ на нашата бѣдна Епархия онова лице, което ви ще сподѣйствуваме при негово всесвятѣйшество болгарскаго Архiепискупа, Г-на Iларiона, когото днеска опознавами за началникъ на народноболгарската ни церква дани испроводи едно лице събразно сосъ царското желанiе и христiянските православни закони и за това ви молиме да приемете тая наша жалба и да спомогнете както прилича за нашето вѣро исповѣдно благодѣнствие и ще сторiте християнско дѣло и ще имате са всегда привѣзани и задолжени назе. 1860 июлия 8. | “ |